# Laura Bauer (Handballspielerin)
Laura Bauer  (* 23. September 1989 in Vilnius, geborene Laura Magelinskas) ist eine österreichische Handballspielerin.

## Vereinskarriere
Die 1,78 m große Rückraumspielerin stand von 2009 bis 2010 beim deutschen Zweitligisten TV Beyeröhde unter Vertrag. Ab der Saison 2010/11 spielte Bauer für die HSG Bensheim/Auerbach. Zur Saison 2013/14 wechselte sie zur HSG Blomberg-Lippe. Im Sommer 2015 wechselte sie zum französischen Verein Handball Plan de Cuques. Nachdem Bauer ab dem Sommer 2017 vereinslos war, schloss sie sich im Januar 2018 dem norwegischen Zweitligisten Arendal an. Seit 2024 spielt Bauer wieder für eine Saison für Wiener Neustadt. Danach will sie ihre Karriere beenden.

## Nationalmannschaft
Für die österreichische Nationalmannschaft bestritt Bauer 146 Länderspiele.

## Privates
Ihr Vater Romas Magelinskas und ihre Mutter Lolita sind Handballtrainer. Ihr Ehemann Thomas Bauer ist österreichischer Nationalspieler. Gemeinsam haben sie einen Sohn.